# أوله راهمل
أوله راهمل (بالألمانية: Ole Rahmel) مواليد 19 نوفمبر 1989 في آخيم، ألمانيا، هو لاعب كرة يد ألماني يلعب كجناح أيمن. يلعب حاليا مع نادي إرلنغن لكرة اليد ويحمل الرقم 23. مثل منتخب ألمانيا لكرة اليد.

## روابط خارجية
- أوله راهمل على موقع الاتحاد الأوروبي لكرة اليد (الإنجليزية)
- أوله راهمل على موقع الدوري الألماني لكرة اليد (الألمانية)
- أوله راهمل على موقع نادي كيل لكرة اليد (الألمانية)